# Aspidolea singularis
Aspidolea singularis är en skalbaggsart som beskrevs av Bates 1888. Aspidolea singularis ingår i släktet Aspidolea och familjen Dynastidae. Inga underarter finns listade.